# Ruisseau de Naval
Le ruisseau de Naval est une rivière du sud de la France, qui coule dans le département de l'Aude en région Occitanie au nord-est de la ville de Carcassonne.

## Géographie
Le ruisseau de Naval ou rau de Naval est formé par la confluence de deux autres ruisseaux de la commune de Caunes-Minervois. Il s'écoule généralement en direction du sud-est à travers la région viticole du Minervois et aboutit, après environ 19 kilomètres, dans la commune de La Redorte comme affluent gauche de l'Aude. Dans son cours inférieur, il passe sous le Canal du Midi au pont-canal du Rivassel.

## Lieux traversés
- Villerambert (Caunes-Minervois)
- Russol (Laure-Minervois)
- Peyriac-Minervois
- Rieux-Minervois
- La Rèze (Azille)
- La Redorte

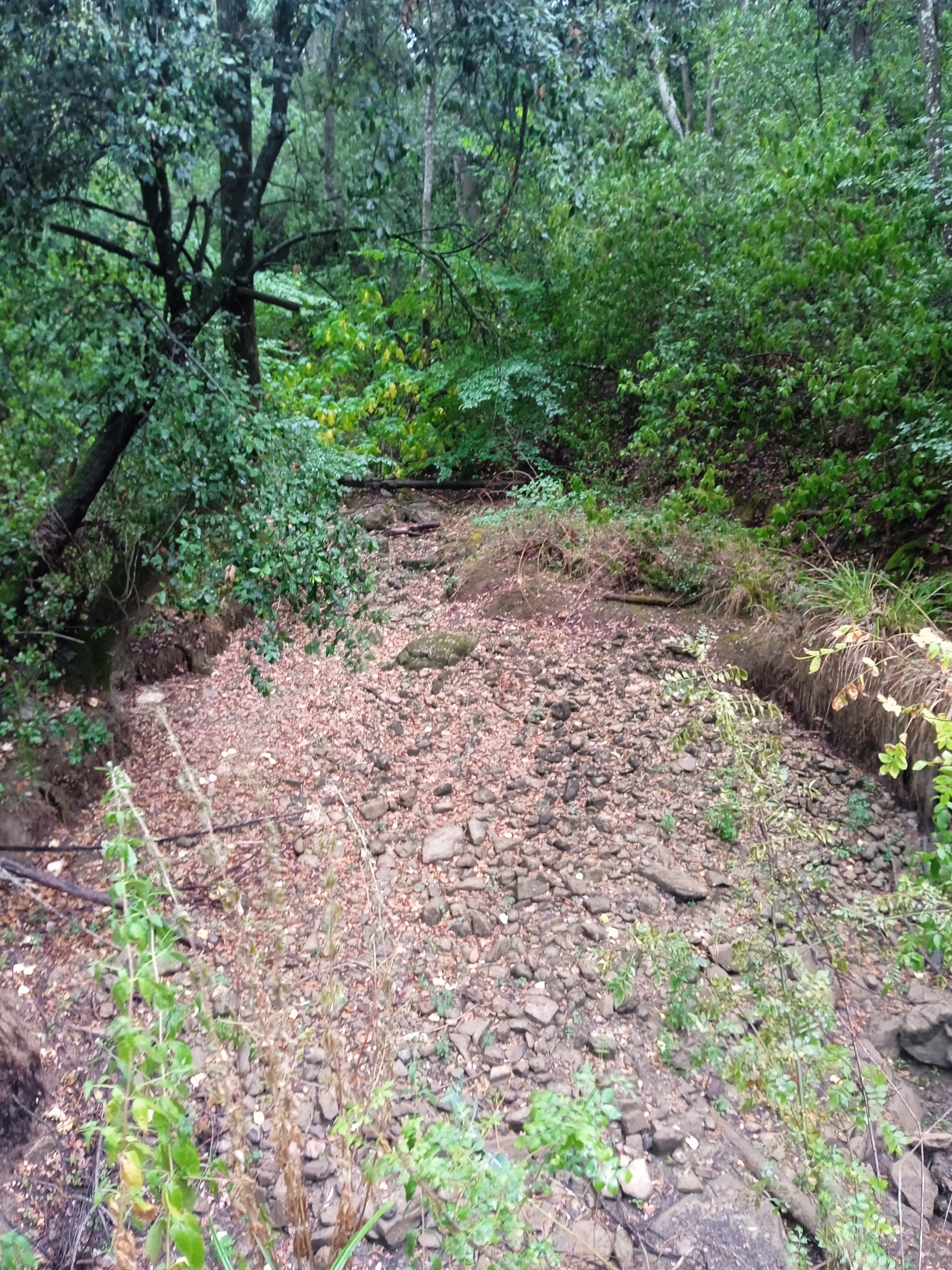
Le ruisseau de Naval vers Laure-Minervois en août 2025.
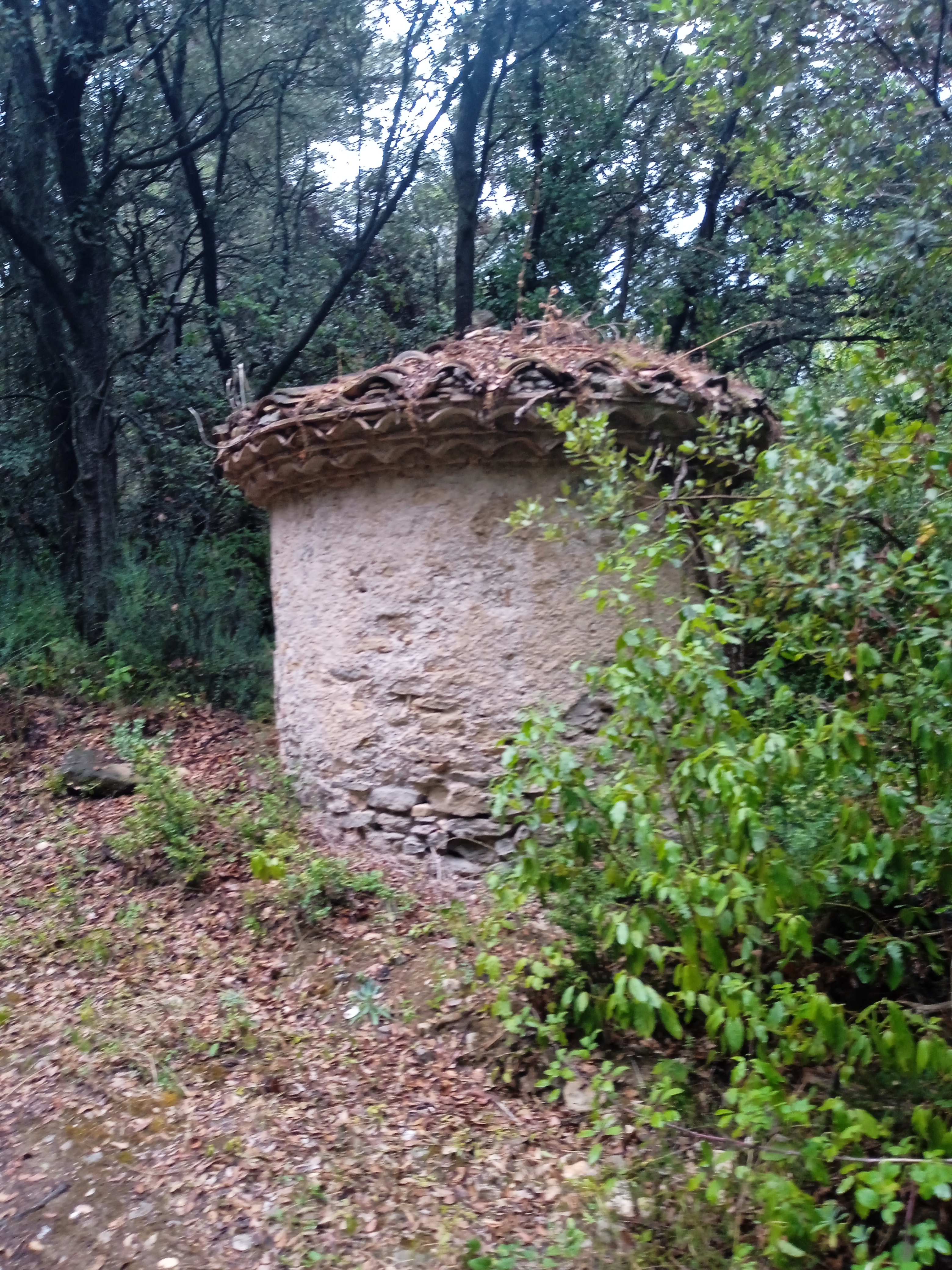
Bâtiment ancien près de Russol (Laure-Minervois), à proximité du ruisseau.
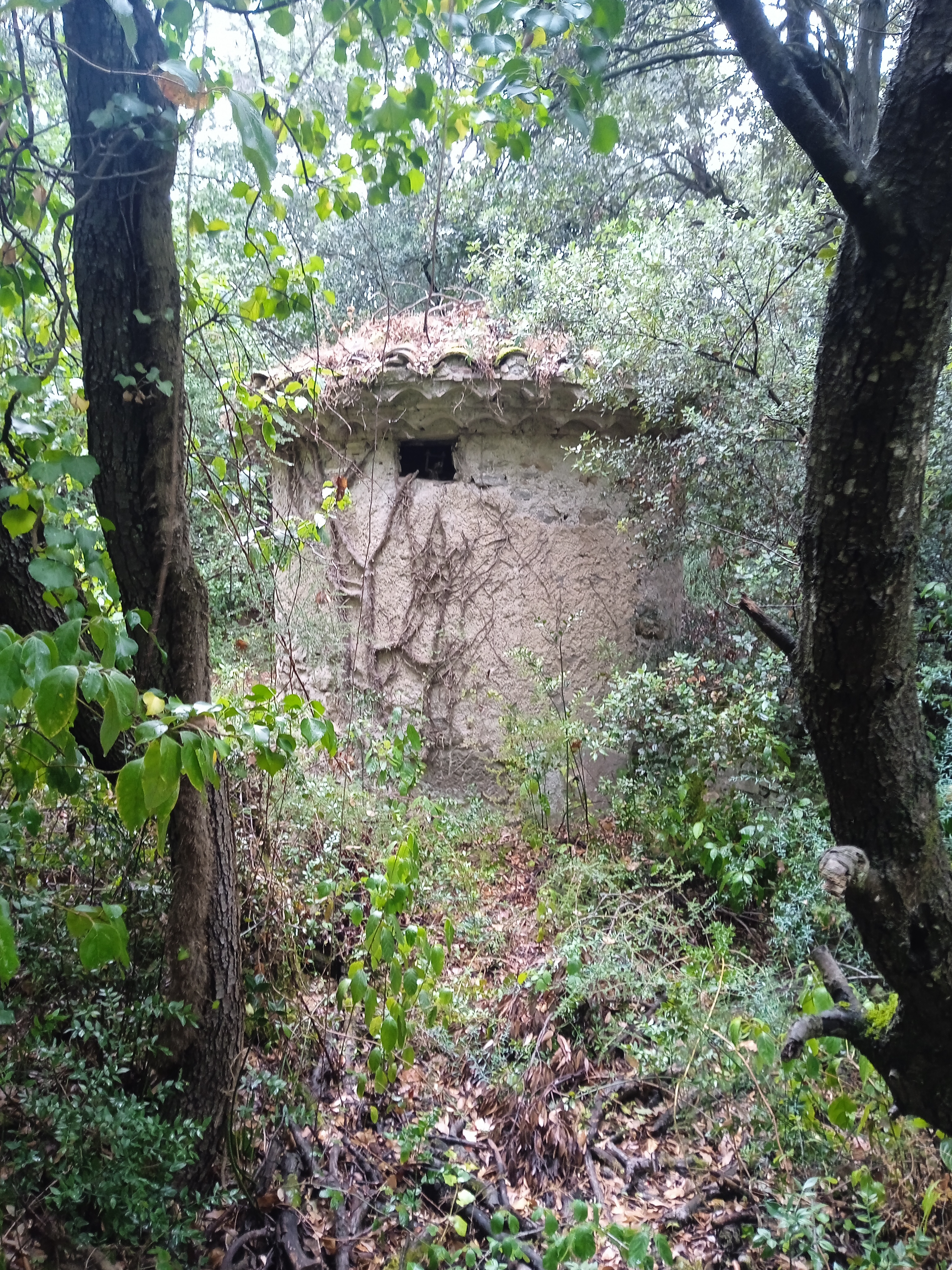